# 356
356 је била преступна година.

## Догађаји
- Поштовање нехришћанских слика је забрањено у Римском царству.
- Опсада Отена: Цар Јулијан добија извештај да је Августодунум (Отен) под нападом Алемана. Градски зидови су у лошем стању и у опасности су од пада.
- Битка код Ремса: Цар Јулијан је поражен од стране Алемана код Ремса (Галија).
- Битка код Брумата: Римска војска прогони германске снаге кроз галску област. Јулијан побеђује у отвореној бици код Брумата (Алзас).
- Алемани нападају Рецију (Швајцарску).
- Зима – Опсада Сенона: Цар Јулијан презимио је у Сенонама (Бургоња). Германске трупе напуштају пустињу, а непријатељске ратне банде опседају град.
- Наемул постаје краљ династије Сила (Три Корејска краљевства).
- Свети Антоније Велики  умире у својој испосничкој келији близу Црвеног мора средином јануара у 105. години (приближно), након што је проповедао против аријанства и написао покуке за монашки живот. Његови следбеници потом оснивају манастир Светог Антонија, започињући традицију коптског монаштва.
- Почиње изградња прве базилике Светог Петра у Риму.

### Фебруар
- 19. фебруар — Император Констанције II је издао декрет којим су затворени сви пагански храмови у Римском царству.